# Habřina
Habřina település Csehországban, a Hradec Králové-i járásban. Habřina Lužany, Černožice, Smiřice, Račice nad Trotinou, Holohlavy, Velichovky és Rožnov településekkel határos. Lakosainak száma 324 fő (2024. január 1.).

## Népesség
A település lakosságának változását az alábbi diagram mutatja:
| Lakosok száma | 563  | 661  | 565  | 323  | 227  | 225  | 302  | 298  | 317  | 324  |
|               | 1869 | 1890 | 1921 | 1950 | 1980 | 2001 | 2017 | 2019 | 2022 | 2024 |